# Racycle
Racycle is een historisch merk van motorfietsen.
Dit was een Amerikaans merk uit het begin van de twintigste eeuw dat met de overproductie van motorblokken en framedelen van AMC in Aurora eigen motorfietsen samenstelde. Het merk was ook bekend als Moto-Racycle.
AMC maakte aanvankelijk de motoren voor het merk Indian. De overproductie mocht men verkopen, maar niet onder eigen naam. Daardoor ontstond het merk Thor, maar ook een aantal kloons, zoals Reading Standard, Merkel, Apache, Racycle, Manson, Rambler en later Sears en Torpedo.